# 大島璃乃
大島 璃乃（おおしま りの、Rino Oshima、2000年〈平成12年〉11月25日 - ）は、日本の女優、モデル、タレント。群馬県桐生市出身。ソニー・ミュージックアーティスツ専属契約にて所属。

## 来歴
2017年、群馬県立桐生女子高等学校在学中に制服モデルのコンテストに出場した後、ソニー・ミュージックアーティスツと育成契約を結んで本格的な芸能活動を開始する。
2018年4月、桐生まち映画『祭のあと、記憶のさき』に高校生役でメインキャストでの映画初出演。同年7月、あしかがまちドラマ『音が回る』『229回のホント』でドラマ初主演。
2019年4月、上智大学への推薦入学を断り、高等学校卒業後は1年間のアルバイト生活で資金を貯めて群馬県から上京。同年10月、PPP45°第8回公演『噺がちがう!〜日日是好日〜』で舞台出演。
2021年3月、2020年東京オリンピックの聖火ランナー（桐生市本町通り）を担当。10月、講談社主催の「ミスマガジン2021」で審査員特別賞を受賞。
2022年4月、『王様のブランチ』（TBS）リポーターに就任（2024年9月28日卒業）
2024年2月8日、『エランドール賞アクターズセミナー優秀賞』を受賞。
2024年3月28日、『桐生市魅力大使 第１号』に就任

## 人物
- 子役をしていた時期があり、いくつかのドラマに出演している。[11]
- 中学校、女子高等学校の生徒会長を務める[2]
- 悩んだ末に大学への推薦入学を断り、高等学校卒業後は1年間のアルバイト生活で資金を貯めて群馬県から上京。
- スポーツ経験：水泳（4泳法）、陸上（800m・1500m）、駅伝（中学県大会）、バドミントン、テニス、モダンバレエ
- 特技：着物の着付け（世界大会出場）、長台詞、物真似（篠原涼子・やす子など）
- 着物の着付けは全日本きものコンサルタント協会主催の「全日本きもの装いコンテスト」において関東2位に選出され、世界大会に出場した[12]
- 趣味：映画紹介（Xにて公開中）、筋トレ（Instagramで筋トレ動画公開中）、読書、料理、ピアノ、ダンス、音楽鑑賞、ランニング、絵を描くこと
- 憧れている女優：樹木希林、倉科カナ、満島ひかり、二階堂ふみ、杉咲花[13]
- グラビア好きを公言しており、自身が課したテーマは「AIと大和撫子の融合」
- 好きな食べ物：はんぺん、ちくわ（それらにちなみ、ファンは「ちくわファミリー」と呼称されている）
- 性格は少し天然でおっちょこちょい
- 自信がある体のパーツは「腹筋」「鼻」

## 受賞・称号
- 2021『ミスマガジン2021審査員特別賞』講談社（2021年10月5日）
- 2024『エランドールアクターズセミナー優秀賞』日本映画テレビプロデューサー協会主催（2024年2月8日）
- 2024年『桐生市魅力大使 第１号』群馬県桐生市（2024年3月28日 - ）[14][15]

## 出演

### 映画
- 『からっぽ』近所の小学生役 監督：草野翔吾（2012年6月16日劇場公開）[16]
- 『祭りのあと、記憶のさき』準主演：堤結花役（2018年）桐生まち映画製作委員会
- 『軍服を着たJK』高校クラスメイト役（2019年） 監督:霞翔太
- 『悪意のにほひ』（2020年）斎藤美紀役　監督：伊藤徳裕
- 『蛹の中』主演：園田玲可役（2021年）日本映画大学卒業制作
- 『グリーンバレット 最強殺し屋伝説国岡［合宿編］』 
  - 主演：鹿目梨紗役（2022年8月26日公開）監督：阪元裕吾
- 短編映画『告白キャンセル界隈』吉田役/声の出演　監督：門田樹（2024年8月20日）
- 北九州国際映画祭エントリー作品 短編映画『15時インコになる私』主演　監督：門田樹（2024年10月16日）
- 『V. MARIA』女子高校生・若菜役　監督：宮崎大祐[17]（2025年4月1日公開）

### ドラマ
- ︎フジテレビ『救命病棟24時』 第4シリーズ 第4話 患者役[18]（2009年）
- ︎NHKスペシャルドラマ『さよなら、アルマ』料亭の娘役[19][20]（2010年12月18日 ・2011年2月20日 ）
- ︎テレビ東京 ドラマスペシャル 宮部みゆきサスペンス『模倣犯』後篇 ウェイトレス役（2016年9月22日）[21]
- あしかがまちドラマ 第1話『音が回る』メイン：田村真弓役 （2018年）[22]
- あしかがまちドラマ エピローグ『229回のホント』メイン：田村真弓役（2019年）[23]
- あしかがまちドラマ『ラブ・フラワー』（2020年）[24]
- TOKYO MX『アオイウソ〜告白の放課後〜』（2021年）[25]
- TOKYO MX『劇的に沈黙』第3話 就活生・宮本役（2021年7月20日）[26]
- TOKYO MX『あの日ボウリング場から出られなくなったこと』主演：町田雪役（2023年5月16日・23日・30日）[27]
- TOKYO MX『work out』主演：太田美月役（2023年12月19日・26日）[28]
- 草津温泉観光協会『TikTok草津温泉ショートドラマ』
  - 「再会」主演:のぞみ役（2024年3月21日）[注 2][30]
  - 「2人旅」主演:美咲役（2024年3月20日）[注 3][32]
  - 「記念日」主演:アイ役 前編（2024年3月18日）後編（2024年3月19日）[注 4][注 5][35][36]
- TikTokショートドラマ『赤面症アイドル』主演：なっこ役（2024年5月3日・10日）[注 6][注 7]
- TikTokショートドラマ TUBE エモノート企画『十年先のラブストーリー』主演：夏織役（2024年8月23日）[39]
- TikTokショートドラマ ミイダス『君の素質は？』主演：AIの妖精役（2024年9月2日）[40][41][42]
- TikTokショートドラマ ミイダス『Yes Woman』主演：AIの妖精役（2024年10月17日）[43][44]
- ABCテレビ『年下彼氏2』ep15「告白はくりかえす」モエミ先生役　共演：角紳太郎/志田こはく（2024年12月7日）[45]
- 企業ドラマ ネスカフェ『あなたは上司に甘さを求めますか？』同僚役（2024年12月26日）[46][47]
- テラードラマ『カリスマ美容師は私を離さない』全72話 主演：穂乃果役（2025年3月25日）[48]
- WOWOW『ドラマ 連続ドラマW 怪物 』全10話 由紀役（先行配信：2025年6月25日）[49][50]

### 舞台
- PPP45° 第8回公演「噺がちがう！〜日日是好日〜」（2019年10月5日・6日、足利市民プラザ文化ホール）
- マシュマロ・ウェーブ「天衣無縫」（2020年9月5日 - 9日、楽道庵）- 主演：政子 役[注 8]
- さよならの幕明け（2021年10月6日 - 10日、テアトルBONBON）- 岩木いろは 役[注 9][51]
- Casket〜深海から見える星〜（2021年11月10日 - 14日、草月ホール）- ライ 役[52]
- 朗読劇舞台/永久保貴一の極めて怖い話2025 （2025年7月10日予定、浅草花劇場）

### テレビ
- 日本テレビ『千鳥かまいたちアワー[53]』（2021年10月2日）
  - 再現コントで山内健司、菅田将暉と共演
  - 初回ゲストは菅田将暉！菅田が山内の人生のワンシーン“山内物語”を熱演
- TBSテレビ『王様のブランチ』（2022年4月2日 - 2024年9月28日）
  - ブランチリポーター（レギュラー）
  - スタジオ、生中継、旅ロケ、インタビューなど各コーナーに出演
- TBSテレビ『夜のブランチ』
  - 新人リポーター女子会（2022年5月4日）
  - おとな女子！真夏の夜遊び（2022年8月10日）
- 群馬テレビ『ジャンポケロード』
  - 桐生市ミッションの旅（2023年1月7日・14日・21日）
- 群馬テレビ 『新三国トンネル物語~開通までの軌跡、そして未来へ~』
  - ナビゲーター (2022年3月28日 - 31日)
- フジテレビ『芸能人が本気で考えた！ドッキリGP』
  - ジップライン_仕掛け人（2022年8月27日・2023年1月7日・2月18日・11月25日）
- TBSテレビ『映画 バッドボーイズ ヨーロッパプレミア』インタビュアー（2024年6月8日）
  - ウィル・スミス、マーティン・ローレンスと共演
- 日本テレビ『千鳥かまいたちアワー』（2024年10月12日）
  - 再現コントで間宮祥太郎の彼女役を熱演
- TBSテレビ『SASUKE2024 タレントオーディション』（2024年11月18日）
- TBSテレビ『Gヘルスケア』（2024年10月4日 - 2024年12月27日）- 健康ナビゲーター・金曜日担当[54]
- 群馬テレビ『湯けむり調査隊～湯けむりフォーラム2024～』（2024年12月30日）
- ケーブルテレビ『日本遺産・織物フェスタin桐生』司会進行（2025年3月14日‐3月17日）

### Web動画配信
- ABEMA『矢口真里の火曜 The NIGHT』（2021年7月7日）
  - 【特別企画】ミスマガジン水着で大集合SP The NIGHTシーズン1
- ABEMA『WINTICET ミッドナイト競輪』ゲスト（2021年7月23日）
- ABEMA『WINTICET ミッドナイト競輪』ゲスト（2022年1月22日）
- YouTube『ソニー・ピクチャーズ公式チャンネル』解説案内人
  - 『スパイダーマン：ノー・ウェイ・ホーム』がもっと楽しめる！特別解説動画
  - 【スパイダーマン編】【ヴィラン編】（2022年4月20日）
- 南関競馬ビギナーズスクール第3回『勝島王冠編』MC（2022年12月8日）
- YouTube『イッツコムチャンネル』 
  - 『かわさきご近所ロコ体操』トレーナー (2023年7月1日－）
- TikTok『ミステリーライブラリー』PV（講談社）案内人
  - 潮谷験 著『スイッチ 悪意の実験』（2023年10月28日）[注 10]
- TikTok 2025年本屋大賞ノミネート『カフネ』著：阿部暁子（講談社）語り手（2024年2月3日）
- TikTok『ミステリーライブラリー』（講談社）語り手
  - 『嘘をついたのは、初めてだった』新刊朗読企画
    - PV出演（2024年3月4日）
    - 須藤古都離 著「嘘の代償」(2024年3月18日)[注 11][注 12][注 13]
    - 真下みこと 著「嘘日記」(2024年4月8日)[注 14][注 15][注 16]
    - 阿部暁子 著「悲雨」(2024年4月22日)[注 17][注 18][注 19]
- YouTube『世界へ羽ばたく群馬のシルク』案内人　共演：荻原次晴（2024年6月23日）

### ラジオ
- FM桐生 パーソナリティ（2018年 - 2019年）
- 渋谷クロスFM『講談社presents ミスマガ放課後RADIO！』レギュラー[注 20] (2021年10月7日 - 2022年10月6日）
- 渋谷クロスFM『ふわムダ』ゲスト（2022年11月18日、2023年9月15日）
- FM桐生 『市長さんいらっしゃい』桐生魅力大使としてゲスト出演（2024年4月8日）

### CM
- 群馬自動車大学校 CM（2019年7月）
- スマーク伊勢崎12周年記念動画
  - 掲示放映期間：2020年11月20日 - 12月1日
  - 館内掲出懸垂幕：2020年12月1日 - 12月28日
- メディカル・ケア・サービス（MCS）WebドラマCM『介護士は恩返しをする』主演：遠野美月役（2021年）
- 魔剣伝説 WebCM『超夏祭り』[65]（2021年7月）
- 東洋学園大学 CM 2021『意識から、新しく。』女子学生編[66]（2021年8月）
- ロッテ インフォマーシャル『プレミアムガーナ』主演（2023年10月21日）
- JINS『重たすぎる彼女』主演（2024年9月27日）
- GEORGIA『ジョージア × Ado 始動編』主演（2025年2月18日）
- 食べログ『20周年記念 ごはんいこー！』（2025年3月23日）

### MV
- Ken Yokoyama「I Fell For You, Fuck You」[67]（2018年10月10日、アルバム『Song Of The Living Dead』収録）
- 虹色侍 MV 学生役（2020年）
- The Songbards「窓に射す光のように」[68]（2020年6月17日、アルバム『SOLITUDE』収録）
- Tiki-Taka Technics『シズナミ・ライオット』主演（2022年）
- 岸辺紗采『どうしよう』主演（2023年）

### モデル
- 『着道楽イン桐生』 舞妓（2015 - 2019）
- 『紅葉纏う』きものショー（2016）
- 『華なれば』きものショー（2017）
- 『Okano Yuh スカーフモデル（2017）
- 『ストール・マフラーファッションショー』
  - ファッションタウン桐生推進協議会 20周年式典（2017）
- ︎『GUNMA HIGH SCHOOL ROCK FESTIVAL 2018』イメージガール（2018）
- 『 ︎映像・ドローン会社coots』 映像モデル（2019）
- ︎『和裁士会会員によるきもの作品ショー』花魁（2019）
- 『 ︎ロイヤルチェスター太田』ブライズメイドモデル（2019）
- 『GUNMA HIGH SCHOOL ROCK FESTIVAL 2019』イメージガール
- 『綾小町デニム着物』（2019年）
- 『松井ニット技研』カタログモデル（2019年）
- 『宝徳寺・風鈴まつり』Web・HP用モデル（2019）
- 『スマーク伊勢崎』12周年広告モデル（2020年）
- 『JT・瞳』グラフィックモデル（2020年）
- 『美容サロンBlooming』 広告モデル（2021年）
- 『草津温泉観光協会』駅構内巨大ポスター 渋谷駅・新橋駅（2023年3月25日 – 3月31日）
- ファミリーマート『Clip Voice』店内デジタルサイネージ動画（2024年6月4日‐2024年9月2日）
- 『真珠王の娘』著：藤本ひとみ（講談社）カバーモデル（2024年11月5日）

### 写真集
- FRIDAY（講談社）
  - 『Miss Pewfect！ vol.1-vol.3』3作品同時発売（2024年11月21日）
- ヤンマガWeb（講談社）
  - ミスマガジン2021ヤンマガWeb限定グラビア（2021年7月12日・19日）
  - ヤンマガアザーっす！（講談社）
    - 週刊ヤングマガジン2021年47号未公開カット（2021年10月18日）
    - 週刊ヤングマガジン2022年4･5号未公開カット（2022年1月3日）
    - 週刊ヤングマガジン2022年38号未公開カット（2022年8月22日）
    - 週刊ヤングマガジン2023年4･5号未公開カット（2023年1月2日）
    - 週刊ヤングマガジン2024年4･5号未公開カット（2023年12月25日）

  - ミスマガのアソビバ！（講談社）
    - ミスマガジン2021（2021年10月22日・29日）
    - みんなのモーニングルーティングラビア05（2021年12月3日)
    - ミスマガ2021と過ごす年末年始04（2022年1月7日）
    - 天使と悪魔（2022年2月11日）
    - もしも、同級生がミスマガ2021だったら…（2022年3月11日）
    - お菓子作り@ホーム！（2022年4月29日）
    - 元気いっぱい！チアガール（2022年6月3日）
    - ミスマガ×『グリーンバレット』(2022年8月12日)
    - 山岡雅弥×大島璃乃×辻優衣 ミスマガ×グリーンバレット（2022年8月26日）
    - ラスト・トリップ（2022年9月30日）
    - 2021未公開傑作選SP（2022年10月21日）
- 週刊プレイボーイ（集英社）
  - 週プレデジタル写真集『璃乃のセクシースイッチ』(2022年10月10日)
- B.L.T（東京ニュース通信社）
  - B.L.Tデジタル写真集『sweet temptation.』(2025年4月30日)
- 小学館デジタル写真集（小学館）
  - 『ALL I WANT』9作品同時発売（2025年5月30日）

### 新聞・雑誌
- FRIDAY（講談社）
  - FRIDAY12/6号（2024年11月21日）
  - FRIDAY6/6・13合併号（2025年6月13日）
- 週刊少年マガジン（講談社）
  - 週刊少年マガジン52号 表紙・巻頭（2021年12月8日）
- 週刊ヤングマガジン（講談社）
  - 2021年33号 表紙・巻頭・巻中（2021年7月26日） ︎
  - 2021年34号 表紙・巻末（2021年8月2日） ︎
  - 2021年46号 表紙（2021年10月25日）
  - 2021年47号 表紙・巻末（2021年11月1日)
  - 2021年4・5号 表紙・巻中（2022年1月17日）
  - 2022年38号 表紙・巻頭・巻末（2022年9月5日）
  - 2023年4･5合併号 表紙・巻末（2022年1月16日）
  - 2024年4･5合併号 表紙・巻頭・巻末（2023年1月15日)
- 月刊ヤングマガジン（講談社）
  - 2021年12号 表紙・巻頭（2021年12月6日）
  - 2022年 ︎第1号 表紙 (2022年1月6日)
  - 2022年 ︎第11号 表紙・巻頭（2022年11月6日）
  - 2023年 第1号 表紙（2023年1月6日）
- 週刊プレイボーイ（集英社）
  - 週刊プレイボーイ25号 巻頭（2022年6月6日）
- B.L.T（東京ニュース通信社）
  - B.L.T『MONSTER Round 4』限定2L写真1枚付き（2025年2月15日）
  - B.L.T写真パネル（2025年2月18日）
  - B.L.T『blt graph.4月号』（2025年2月28日）
- 月陸Online（共同発行：陸上競技社・講談社）
  - 【“陸女”インタビュー】山道を走り抜いた達成感は忘れない！（2023年3月2日）
- 月刊サイゾー（サイゾー）
  - 2022年10・11月合併号 インタビュー見開き（2022年11月1日）
- 週刊実話（日本ジャーナル出版）
  - 2022年9月8日号 インタビューページ（2022年9月8日）
- 毎日新聞（毎日新聞社）
  - 「母校をたずねる」応援されて今の私に（2022年5月25日）
- 夕刊フジ（産業経済新聞社）
  - 艶グラドル「魅惑のキモノ美人」インタビュー（2022年2月26日）
  - 大島璃乃が追求した美/初代桐生魅力大使に就任（2024年12月6日）
- 上毛新聞（上毛新聞社）
  - ぐんま看板娘がおもてなしIN桐生（2020年4月20日）
  - 「ニッポンの神業ミュージアム 荒木恵司市長×大島璃乃 対談」(2022年9月22)
  - 俳優・大島さん「市魅力大使」（2024年3月29日）
- 桐生タイムス（桐生タイムス社）
  - グランプリつかみ。その先へ（2021年7月10日）
  - 飛躍する若い才気（2022年1月1日）
  - 初代・桐生市魅力大使（2024年3月29日）
  - 群馬県みどり市立あずま小中学校 キャリア講演会（2025年3月12日）
- 渡良瀬通信（有限会社みにむ）
  - 2019年10月号 ︎インタビューページ（2019年9月）
  - 2022年1月号 新春書初拝見（2021年12月24日）
- 広報きりゅう（桐生市）
  - 2022年12月号 表紙No.1557（2022年11月30日）
  - 2023年11月号 表紙No.1568（2023年11月1日）
  - 2024年5月号 桐生市魅力大使就任インタビュー（2024年4月30日）
- 観光経済新聞（観光経済新聞社）
  - 草津温泉観光協会、TikTokショートドラマ公開（2024年4月2日）

### イベント・広報・ワークショップ・その他
- 交流/記念イベント
  - 2024年『SAM 50th Anniversary トークショー』（2024年11月2日）
  - 小学館デジタル写真集『ALL I WANT』発売記念イベント（2025年7月13日予定）

- 群馬県桐生市
  - 2020年『桐生税務署一日税務署長』（2020年3月5日）
  - 2020年『桐生警察署一日警察署長』（2021年10月11日）
  - 2021年『東京2020 第32回オリンピック競技大会 聖火リレー 』聖火ランナー 群馬県桐生市 日本生命枠（2021年3月30日）
  - 2022年『ニッポンの神業ミュージアム』開会式司会・応援サポーター（2022年6月26日）
  - 2022年『ニッポンの神業ミュージアム』ヒロミ名誉館長トークショーMC（2022年9月7日）
  - 2022年『未来へ繋ぐ…神業文化祭』トークショーゲスト（2022年10月29日・30日）グランドフィナーレ（2022年11月6日）
  - 2023年『桐生が岡動物園一日動物園長』（2023年10月7日）
  - 2023年『桐生八木節まつり 第27回ダンス八木節』司会（2023年8月5日）
  - 2024年『tsukurun KIRYU』オープニングセレモニー（2024年6月28日）
  - 2024年『桐撮り PR短編動画』主演：りの役（2024年7月19日）
  - 2024年『桐生八木節まつりin浅草イベントセレモニー』司会（2024年7月21日）
  - 2024年『桐生八木節まつり 第28回ダンス八木節』司会（2023年8月3日）
  - 2024年『桐ペイ』決済音声担当（2024年10月1日-）
  - 2024年『EL/SLぐんまきりゅう』『EL/SLレトロぐんま桐生』桐生駅一日駅長（2024年10月12日）[69]
  - 2024年『クラフトビール×まちづくり』（2024年11月9日）
  - 2025年『日本遺産・織物フェスタin桐生』司会進行（2025年2月1日）
  - 2025年『第4回桐生イノベーションEXPO/桐生シティブランディングセミナー』パネリスト（2025年3月8日）
  - 2025年『桐生が丘動物園 カピバラ舎完成記念式典』（2025年3月12日）
  - 2025年『きりゅう七夕まつり/七夕ナイト！まるごときりゅうトーク』（2025年7月4日予定）
  - 2025年『桐生八木節まつり 第29回ダンス八木節』司会（2025年8月2日予定）
- ︎映画イベント
  - 2022年『映画：最強殺し屋伝説国岡』舞台挨拶ゲスト（2022年1月8日）
  - 2022年『グリーンバレット 最強殺し屋伝説国岡［合宿編］』舞台挨拶（2022年8月25日）
  - 2022年『第２回トーキョーシネマ文化祭』「グリーンバレットステージ」ゲスト（2022年8月14日）
  - 2022年『グリーンバレット 最強殺し屋伝説国岡［合宿編］』舞台挨拶（2022年9月23）
  - 2023年『グリーンバレット 最強殺し屋伝説国岡［合宿編］』トークショー 日本大学藝術学部（2023年3月12日）
  - 2023年『桐生まち映画感謝祭2023』舞台挨拶（2023年6月17日）
  - 2023年『さよならエリュマントス』舞台挨拶ゲスト（2023年11月2日）
  - 2024年『第３回トーキョーシネマ文化祭』オープニング・エンディングMC（2024年4月6日）
- ワークショップ
  - 2024年『いのうえひでのりワークショップ』（2024年4月1日 - 4月5日）

- その他
  - 2022年『アベンジャーズ展』森アーツセンターギャラリー（2022年4月16日）
  - 2022年『ブラックパンサー・レガシー』TOY SAPIENS TOKYO（2022年11月5日）
  - 2022年『Theふわりティ～♪SHOWふわムダのオトモダチ』ゲスト（2022年11月19日）
  - 2022年『Very Merry ふわりティ〜♪〜サンタのムダ遣い2022〜』ゲスト（2022年12月17日）
  - 2023年『梅棒 16th showdown 曇天ガエシ』（2023年3月13日）
  - 2023年『The ふわりティ〜♪SHOW ふわムダのオトモダチ』ゲスト（023年4月9日）
  - 2023年『恐竜博2023』国立科学博物館（2023年5月1日）
  - 2023年『スパイダーマン／スイング・イントゥ・ザ・マルチバース！』TOY SAPIENS TOKYO（2023年6月3日）
  - 2023年『2023 TOKYO KIMONO COLLECTION』（2023年10月2日）
  - 2023年『群馬自動車大学校 学園祭』MC（2023年10月22日）
  - 2023年『ミステリーライブラリー 推しミステリー座談会』講談社ナビゲーター（2023年11月1日）
  - 2024年『食肉惣菜創作発表会 ミ－トデリカコンテスト2023』全国大会 MC (2024年1月13日)
  - 2024年『前橋の美術2024 やわらかなバトン』アーツ前橋（2024年3月12日）
  - 2024年『JOTARO SAITO 24-25 Kimono Style Collection』（2024年3月13日）
  - 2024年『SPY×FAMILY展』集英社（2024年3月14日）
  - 2024年『バック・トゥ・ザ・フューチャー』TOY SAPIENS TOKYO（2024年4月27日）
  - 2024年『kison×M.K.O.Mコラボ』オリジナルトレーナなどを受注発売（2024年8月26日‐9月24日）
  - 2024年『メディバンネップリ』写真プリントサービス開始（2024年9月16日）
  - 2024年『群馬自動車大学校 学園祭』MC（2024年10月20日）
  - 2024年『イカゲーム2』TOY SAPIENS TOKYO（2024年12月27日）
  - 2025年『食肉惣菜創作発表会 ミ－トデリカコンテスト2024』全国大会 MC (2025年1月11日)
  - 2025年『群馬県みどり市立あずま小中学校 キャリア講演会』（2025年3月7日）